# ダットサン・フェアレディ

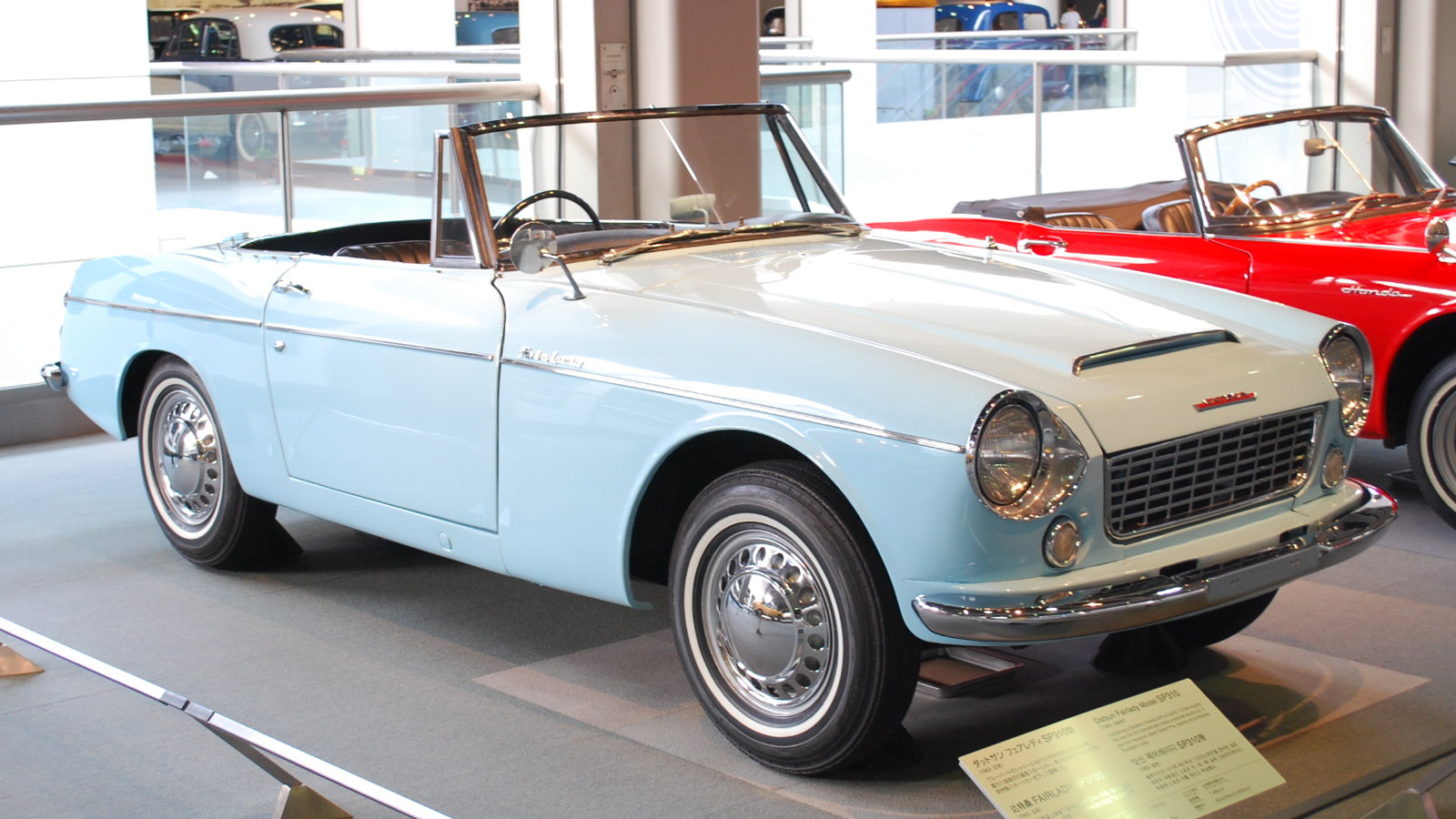
フェアレディ1500（SP310型）

ダットサン・フェアレディは、日産自動車が製造し、ダットサンブランドで販売したスポーツカー。フェアレディZの源流である。
本稿では前身モデルであるダットサン・スポーツDC-3、ダットサン・スポーツ1000についても述べる。

## ダットサン・スポーツDC-3（1952年-1954年）
1952年1月発売。ダットサン・フェアレディの源流となるロードスターモデルで、商品名は「ダットサン・スポーツ」。片山豊が企画した、日本車初の「スポーツカー」であった。
太田祐一によるデザインは、バルクヘッド以前を戦前型のダットサン・トラックやダットサン・フェートン、ダットサン・クーペ、ダットサン・セダンの意匠と揃えている。ダッシュボードには4連メーターが並び、そこに3本スポークステアリングを備えた。
北米で成功を収めていた、イギリスのMG・Tシリーズを目標としていたが、ハンドリングや動力性能では、より旧式のJシリーズにも及ばなかった。最高速度は80 km/hで、メカニズムの旧さもあいまって性能不足も否めなかった。
このメカニズムの旧さというのは、デラックスセダン（DB-2型）由来の直列4気筒 860ccのサイドバルブエンジンを搭載しているのに加え、シャシ構造はダットサントラック（5147型）、スリフトセダン（DS-4型）およびデラックスセダン（DB-4型）のそれをベースにしている。つまり、肝心の部分が戦前に開発された「はりぼて」状態であった。ただ乗用車の生産制限をGHQが解いたのが1949年であったため、その後から開発を進めるとなると結果として、スポーツカーの性能を窮めるには間に合わなかったのではないかと考えられる。
さらに販売当時はまだ戦後復興から間もない頃ということもあり、贅沢品であるスポーツカーを買う人はほとんどいなかった。この結果1954年に製造終了とし、50台の少量生産にとどまった。その上ほかのクルマ同様に、トラックとして架装されて販売されることも多かった。
しかし｢自動車メーカーには儲からなくても良いスポーツカーが必要｣という片山の持論から生まれたこのダットサン・スポーツは、後に誕生するスポーツカーの存在意義にも関わってくる重要なクルマとなった。

## 初代 S210型系（1959年-1962年）

### ダットサン・スポーツ1000
S211型
- 1957年11月 - 自動車展示会でダットサン・スポーツ1000発表。3日間の予定だった展示会を1週間も延期するほどに人気を集めたことから[6]、当初は国内販売も計画されていた。
- 1958年10月 - 東京モーターショーに生産型を出品。ボディーは当時新素材として日本でも流行していたFRP製で、4座のオープンモデルとされた[7]。シャシはダットサン・トラック 220型系 / セダン211型（ブルーバードの前身）のラダーフレームの流用である[6][8]。エンジンはOHV988ccのC型で、トラック、セダンと同様であるが、ツーバレル式キャブレターの装着で34馬力（25.35kW）/6.59kgm（64.7Nm）を発揮し、最高速度は115km/hと発表された[6]。
- 1959年6月 - 生産開始。
- 1960年 - ボディーサイドにめっきモールが配され、モールを境にしたツートーンカラーとなる。わずか7か月間の総生産台数はわずか20台で右ハンドル仕様[4]。ほとんどが1960年モデルとして北米でテスト販売された。

ダットサン・スポーツ1000（内装・尾灯）

### ダットサン・フェアレデー1200
SPL212 / SPL213型
- 1960年1月 - 「フェアレデー1200」発表。
この212と次の213は北米専売モデルの扱いであり、左ハンドルのみの生産であったが、日本国内でも少数がそのまま販売された[4][7]。
生産性を考慮し、ボディーは一般的なスチール製としたがフロントサスペンションは、先駆けてダブルウイッシュボーンと縦置きトーションバー・スプリングによる独立式となっている[6][9]。
エンジンは、ブルーバードにも使われたOHV1,189ccのE型に変更され、ツーバレルキャブレターを装着し、48馬力/8.4kgmの出力を発揮、フロアシフトの4速トランスミッションを介し、最高速度は132km/hと発表された[4][10]。
自動車としての洗練度は英国製ライトウエイトスポーツカーに及ばなかったが、これらの改良により市場での競争力は着実に高まっていった。SPL212型だけの生産台数は288台[9]。
- 1960年10月 - SPL213型登場。エンジンが改良され、出力を60馬力/9.3kgmにアップ[4][10]。ちなみに、同時期に販売されたブルーバードのエンジンスペックは55馬力/8.8kgmであり、それよりも大幅に強化されていることがわかる。SPL212型との見た目の違いは、ホイールくらいしかない。SPL212型ではボディカラー、SPL213型ではステンレスである[11]。当時アメリカの広告での価格は、新世代のシャシを使う310型ブルーバード4ドアセダンの$1,816に対し、$1,996となっている。
- 1962年 - 生産終了。生産台数は525台[12]。

### 性能比較
ここでは日産が過去に載せていた数値をはめているが、SPL212型に関しては情報が文献によって異なるため錯そうしている。
| 項目＼車名      | スポーツ1000            | フェアレデー1200                                   | フェアレデー1200                                   |
| --------------- | ----------------------- | -------------------------------------------------- | -------------------------------------------------- |
| 型式            | S211                    | SPL212                                             | SPL213                                             |
| エンジン型式    | C                       | E（E1とも表記される）                              | E（E1とも表記される）                              |
| 排気量 (cc)     | 988                     | 1,189                                              | 1,189                                              |
| 最高出力        | 34 PS/4,400 rpm         | 48 PS/4,800 rpm                                    | 60 PS/4,800 rpm                                    |
| 最大トルク      | 6.6 kgm/2,400 rpm       | 8.4 kgm/2,400 rpm                                  | 9.3 kgm/3,600 rpm                                  |
| サスペンション  | 4輪半楕円リーフリジッド | F：独立懸架トーションバー R：半楕円リーフ+リジッド | F：独立懸架トーションバー R：半楕円リーフ+リジッド |
| 全長（mm）      | 3,985                   | 4,025                                              | 4,025                                              |
| 全幅（mm）      | 1,455                   | 1,475                                              | 1,475                                              |
| 全高（mm）      | 1,350                   | 1,365                                              | 1,365                                              |
| 車両重量（kg）  | 810                     | 890                                                | 890                                                |
| 最高速度 (km/h) | 115                     | 125                                                | 132                                                |

## 2代目 S310型系（1962年-1970年）
高速化を考慮して小径ホイール、低床フレームの採用で低重心化を図り、エンジンも連続高回転運転を考慮したものに変更された。

### フェアレディ1500
SP310 / SPL310型
- 1961年10月 - 東京モーターショーに「ダットサン・フェアレディ1500」として展示[15]。シャーシはダットサン・ブルーバード310系の流用で、前輪独立懸架となり、前後のサスペンション支持部の間にX型の補強メンバーが追加され一段と剛性が高められた。このメンバーはシルビアを含むS310型系の大きな特徴でもある。
- 1962年10月 - 輸出用のDATSUN 1500（SPL310）に加え、日本国内向けモデルのフェアレディ1500（SP310）発表[16]。直列4気筒 G型エンジンを搭載。
左向きの後部座席が備わる3人乗りであった。
- 1963年6月 - 日本グランプリでの活躍を受け、SUツインキャブを装着し出力が80馬力/5,600rpmへ向上[17]。これに伴い、吸排気パーツや冷却パーツを強化した。4速トランスミッションはクロスレシオ化したことで、スムーズに回転の上がるエンジンに対応した。
- 1963年11月 - フェアレディ1500用ハードトップを発売。標準装備されている幌と交換して取り付けることが容易にできる、FRP製のものだった[18]。同時期には「巨人軍創立30周年記念ファン感謝デー」が開かれたことにより、同じく創立30周年記念を迎える日産自動車の新商品として出場した[19]。
- 1964年3月 - レーシングキット発売[20]。レーシングキットには2種類が用意され、レーシングキットBはシリンダーヘッド、オイルパン、カムシャフトといった通常のチューンアップパーツで構成される。レーシングキットAはこれと併用する形で取り付けるもので、ウェーバーキャブレター装着用に用意された。インテークマニホールド、オイルポンプ、オイルクーラー、エアクリーナーなどで構成される。
- 1964年8月 - マイナーチェンジで2シーターに変更[21]。ドライバー側優先の各部調整が行われ、バッテリーをエンジンルーム内に配置した。
- 1964年9月 - 「ダットサン・クーペ1500」を東京モーターショーに展示[22]。ホイールベース、乗車定員、全高が共通しており、プラットフォームを共有している。この車両は後に「日産・シルビア」として登場するが型式は「CSP311」となっており[23]、後述するようにこちらもプラットフォームやエンジンを共有している兄弟車のような関係となっている。
- 1965年4月 - 後述する「フェアレディ1600」と入れ替わるかたちで販売終了。

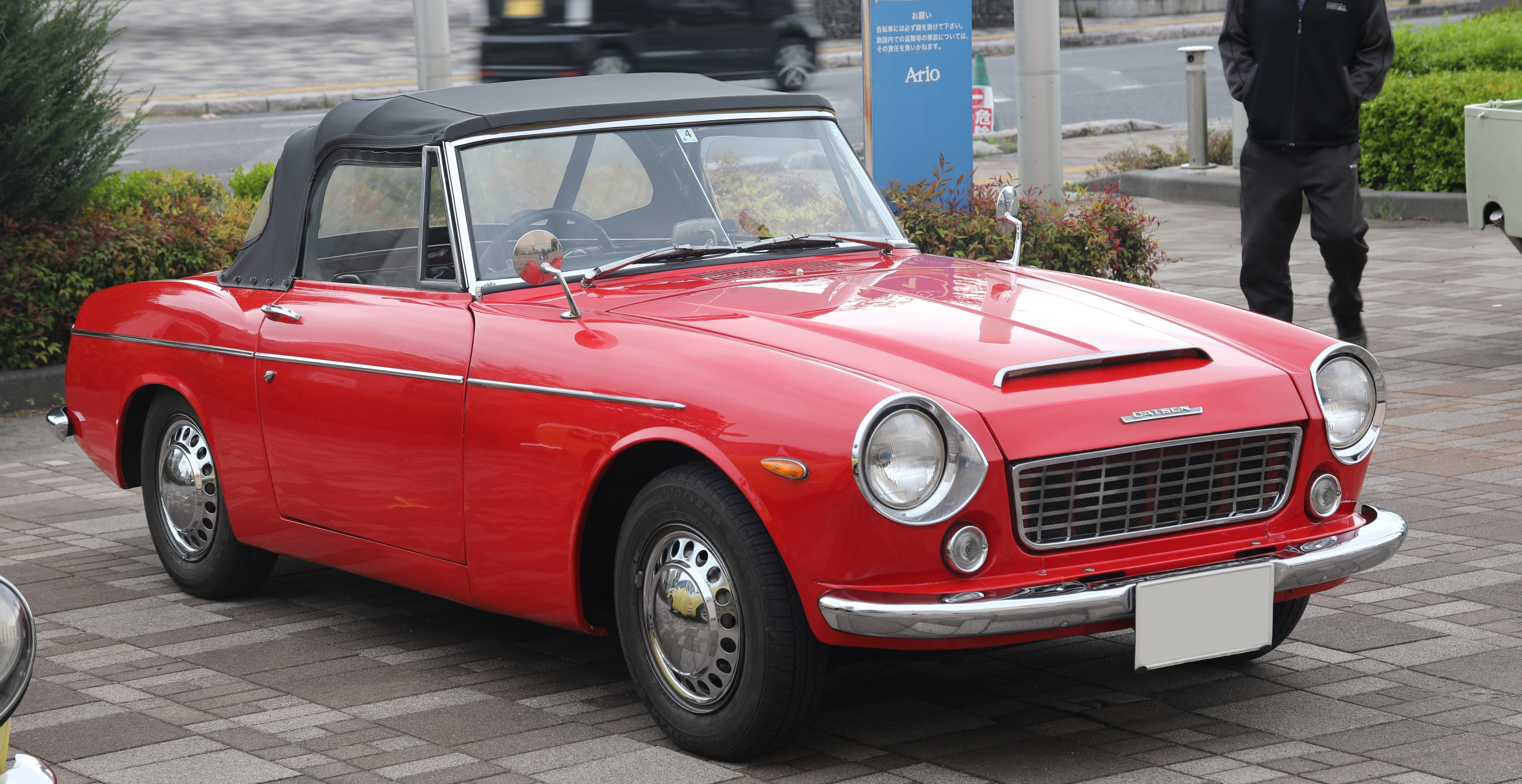
フェアレディ1500（SP310型）・フロント
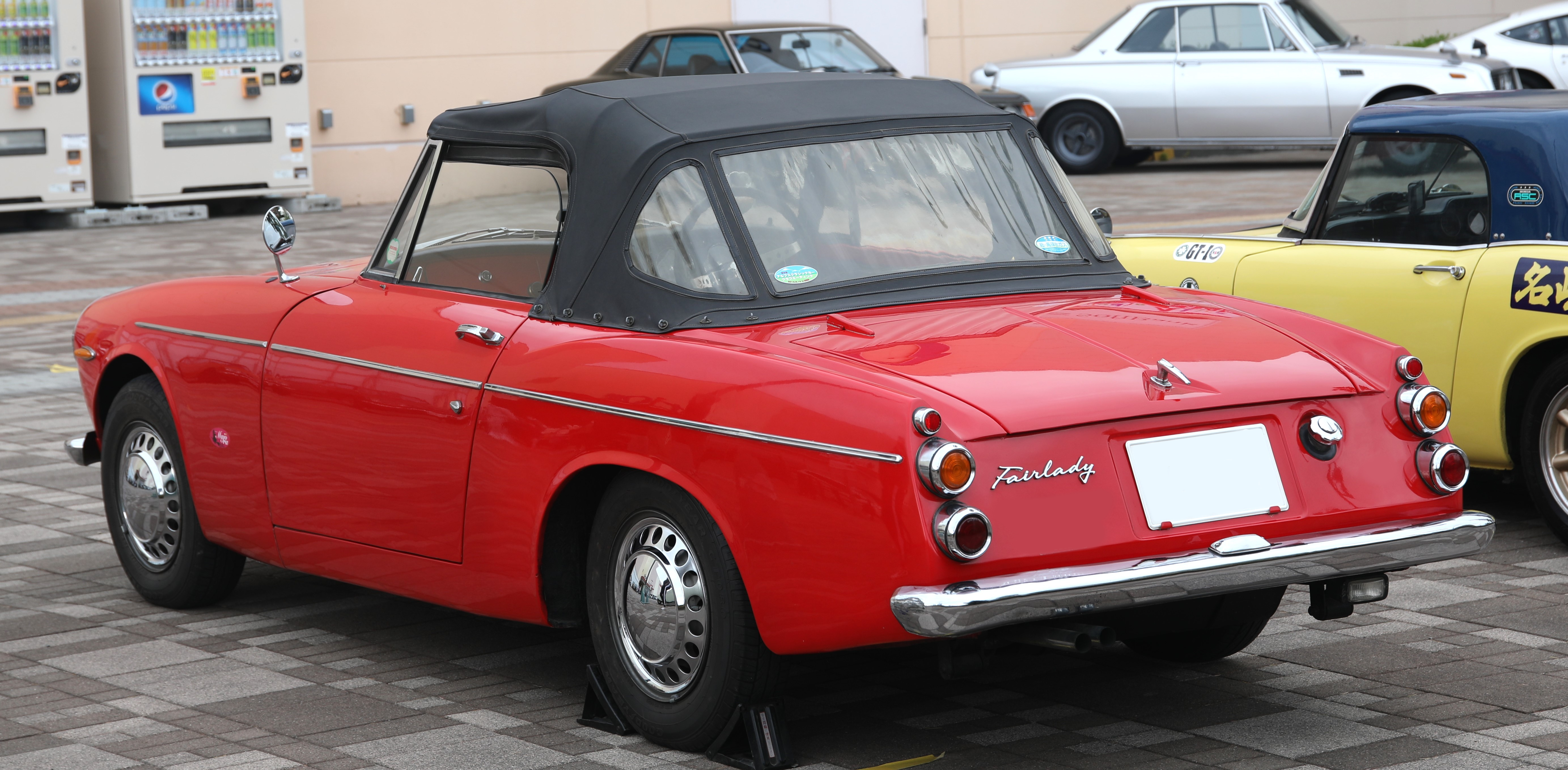
フェアレディ1500（SP310型）・リア

### フェアレディ1600
SP311 / SPL311型
- 1965年5月 - 「フェアレディ1600」（SP311型）発売[24]。直列4気筒OHV1,595cc、R型エンジンを搭載。1か月前に発売された「シルビア」とエンジン、ポルシェシンクロ（サーボタイプ）トランスミッション、シャシなどを同一とした。フロントブレーキがドラムブレーキ（ツーリーディング式）からディスクブレーキに変更され、ロードホイールは14インチ化された。
- 1967年10月 - 米国安全基準（Motor Vehicle Safty Standard）に準拠、20項目を満たした[25]。ウインドシールドスクリーンを高くし、日本車初のコラプシブルステアリングシャフトの採用、ダッシュパッドやヘッドレストの追加、シートベルトの3点式化、ドアアウターハンドル、スイッチ、リアビューミラーなど突起物の形状の変更で対応した。1965年5月から1967年10月までのモデルは「ローウインドスクリーン」、1967年11月以降のものは「ハイウインドスクリーン」と呼ばれ、区別されている。

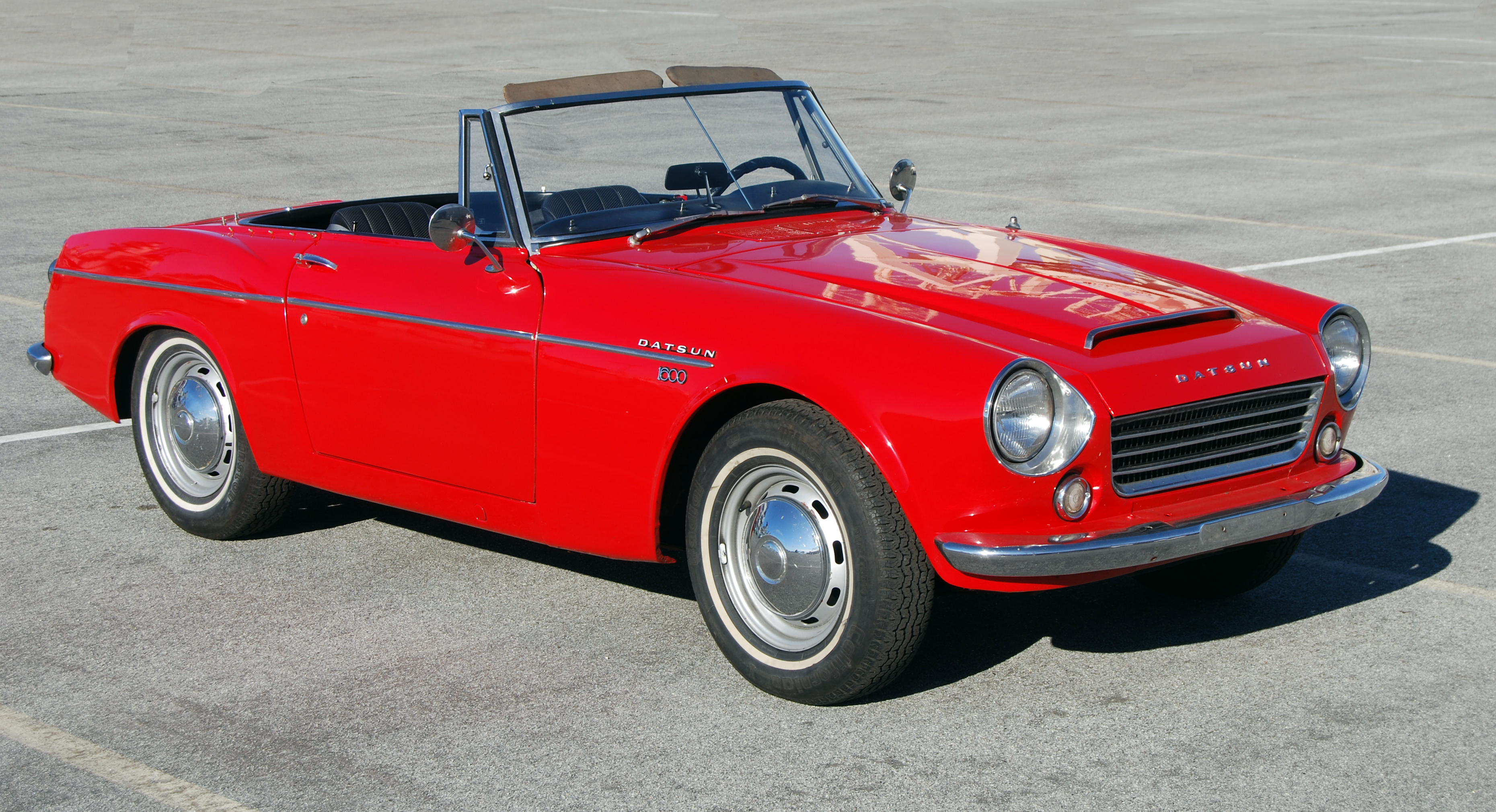
フェアレディ1600（SPL311型）・フロント
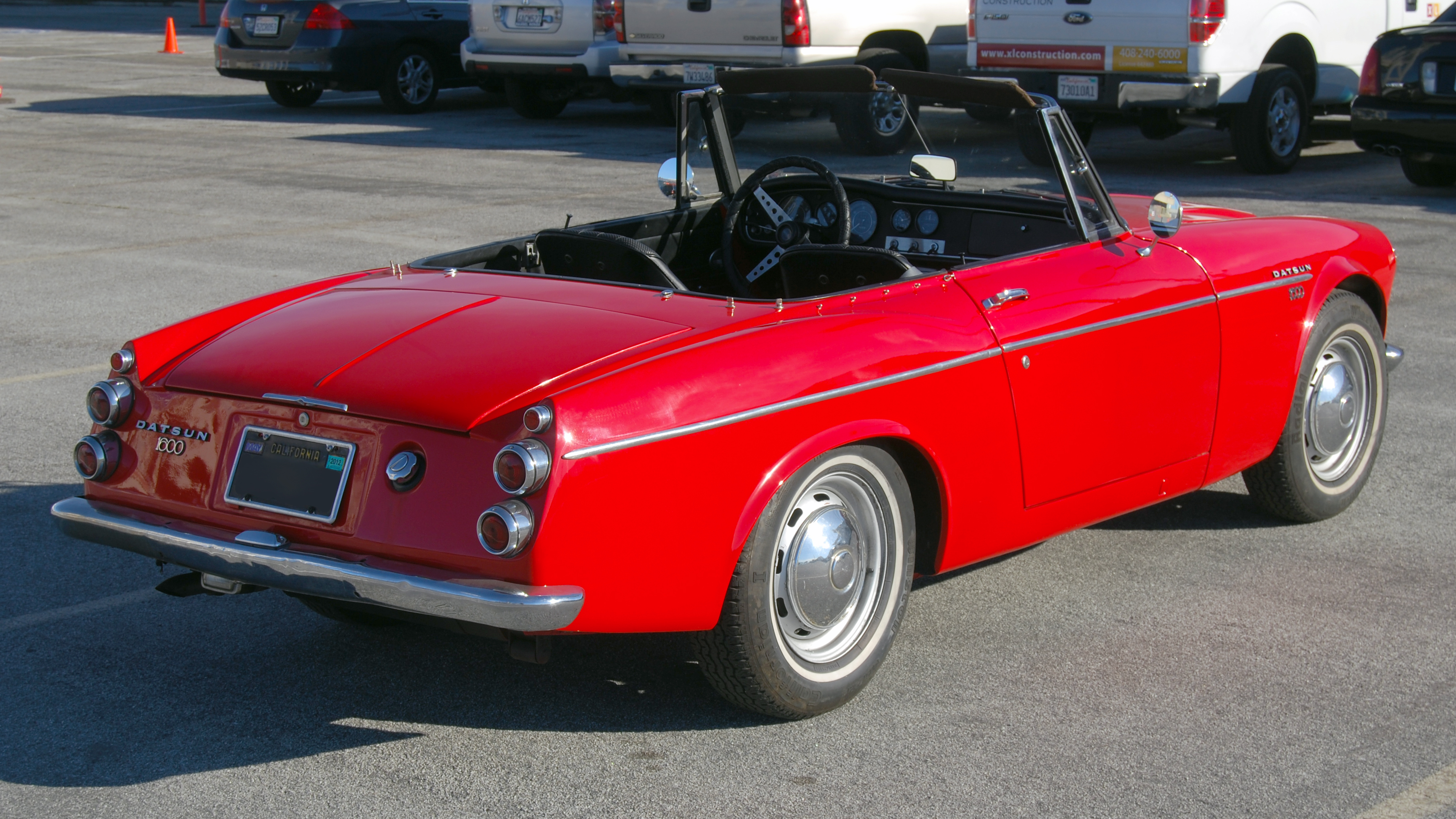
フェアレディ1600（SPL311型）・リア

### フェアレディ2000
SR311 / SRL311型

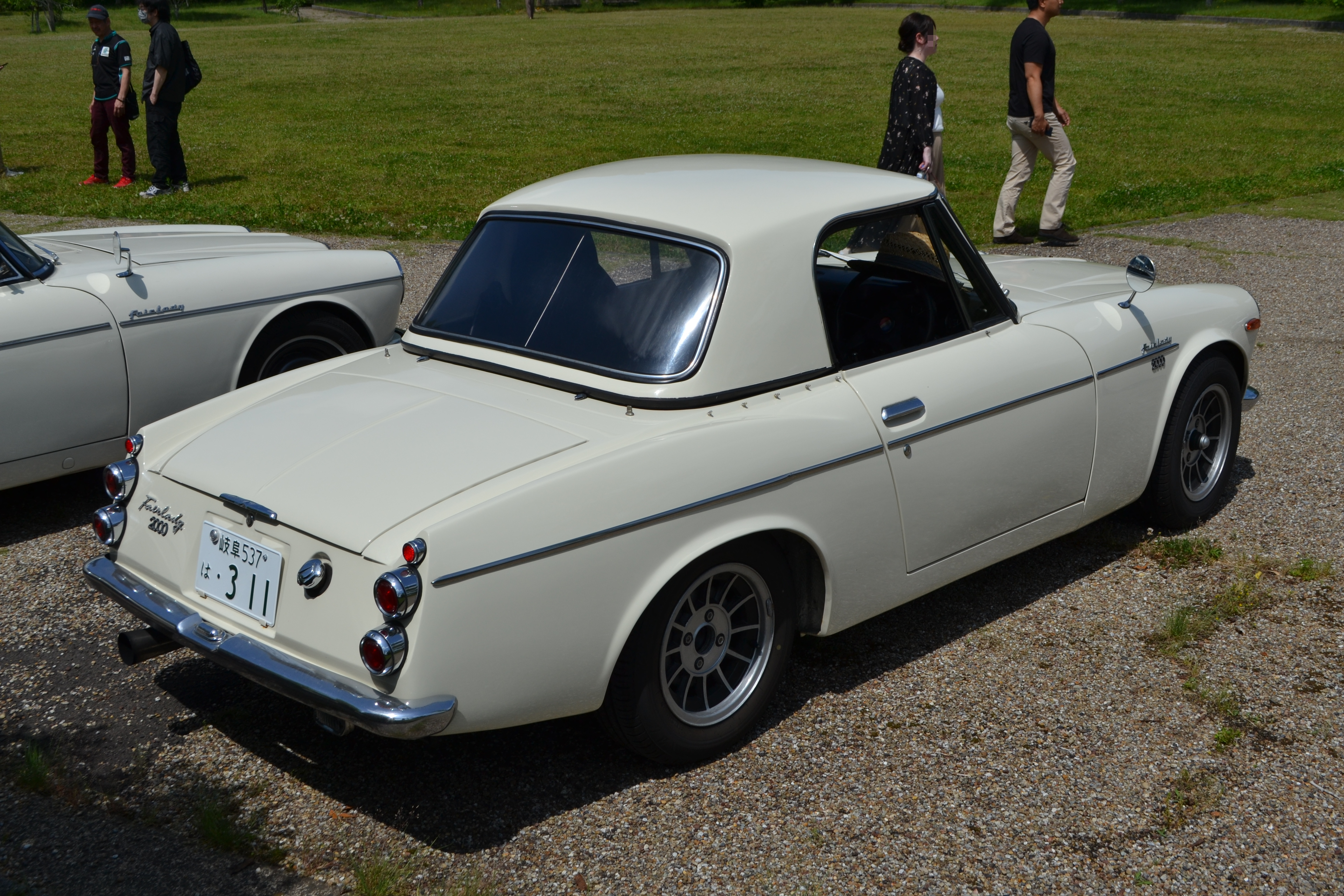
ハードトップ車

- 1967年3月 - 「フェアレディ1600」に追加されるかたちで「フェアレディ2000」（SR311型）発売[26]。ソレックスキャブレター2基を備えた新設計の直列4気筒SOHC1,982cc、U20型エンジンと[27]、ポルシェタイプ・セルフサーボシンクロを持ったオーバードライブ付き5速トランスミッションを搭載。高出力化に対応して、リアのリーフにトルクロッドを組み合わせ、スタート時や制動時のスプリングのワインドアップを防ぐようになっていた[28]。発表された最高速度は205km/hであり、国産初の200km/hオーバーカーとなり、高性能車としても注目を浴びる[27][29]。後に「フェアレディ」の完成形と賞賛されるモデルとなる。テレビコマーシャルは杉山登志らが制作し、数々の賞を受賞した。
- 1967年10月 - 上記の「フェアレディ1600」同様の安全対策を施した[25]。
- 1968年7月 - SP/SRともにソフトトップを持たないハードトップ車を追加。ハードトップ車にはソフトトップが、ソフトトップ車にはハードトップが、それぞれオプションとして用意されている[30]。
- 1968年11月 - ステアリングギアボックス、マフラー、ワイパー、ライセンスプレートランプ、テールランプなどを変更[28]。
- 1969年 - 後継車種「フェアレディZ」が発表されるが[31]、1970年4月まで継続生産(日産内部資料による)[28]。
- 1970年 - 生産終了。2代目の国内販売台数は約6000台[32]。

### 性能比較
| 項目＼車名      | フェアレディ1500                                        | フェアレディ1600      | フェアレディ2000      |
| --------------- | ------------------------------------------------------- | --------------------- | --------------------- |
| 型式            | SP310                                                   | SP311                 | SR311                 |
| エンジン型式    | G                                                       | R                     | U20                   |
| 動弁機構        | OHV                                                     | OHV                   | SOHC                  |
| 排気量 (cc)     | 1,488                                                   | 1,595                 | 1,982                 |
| 最高出力        | - 71 PS/5,000 rpm (1962) - 80 PS/5,600 rpm (1963)       | 90 PS/6,000 rpm       | 145 PS/6,000 rpm      |
| 最大トルク      | - 11.5 kgm/3,200 rpm (1962) - 12.0 kgm/4,000 rpm (1963) | 13.5 kgm/4,000 rpm    | 18.0 kgm/4,800 rpm    |
| ブレーキ        | 4輪ドラムブレーキ                                       | F：ディスク R：ドラム | F：ディスク R：ドラム |
| 全高（mm）      | 1,275 (1962) 1,305 (1965)                               | 1,305                 | 1,300                 |
| 車両重量（kg）  | 870 (1962) 905 (1963) 910 (1965)                        | 920 (1965) 900 (1967) | 910                   |
| 最高速度 (km/h) | 150                                                     | 165                   | 205                   |

## 車名の由来
「フェアレデー」ないし「フェアレディ」の車名はミュージカル「マイ・フェア・レディ」に由来するもので、当時の日産の川又克二社長が前年に渡米した際、ブロードウェーでの同ミュージカルの観覧で感銘を受けたことから命名された。そこから、多くの人に愛されるように願いを込めている。
型式記号はそれぞれ、「S」が「スポーツ」、「P」が「パワーアップ版」を表し、左ハンドル車は「レフトハンドドライブ」の略で「L」を、アルファベットと数字の間に加える。ダットサンスポーツ1000およびフェアレデー1200について、数字の百の位の「2」は第二世代の意味であるが、この場合はダットサンセダン210型の派生車であることからそれに揃えた型式となっている。十の位は、奇数が乗用、偶数が貨物用（トラックシャーシ流用のバスも偶数）で、「1」と「2」が小型の「ダットサン」、「3」、「4」以上が「ニッサン」となる。ダットサンスポーツの場合は「小型乗用」なので「1」となる。一の位は、「0」を基本型として改良された回数を表しており、SPL212型の場合は、2回目のマイナーチェンジモデルということになる。

## レース活動
1962年

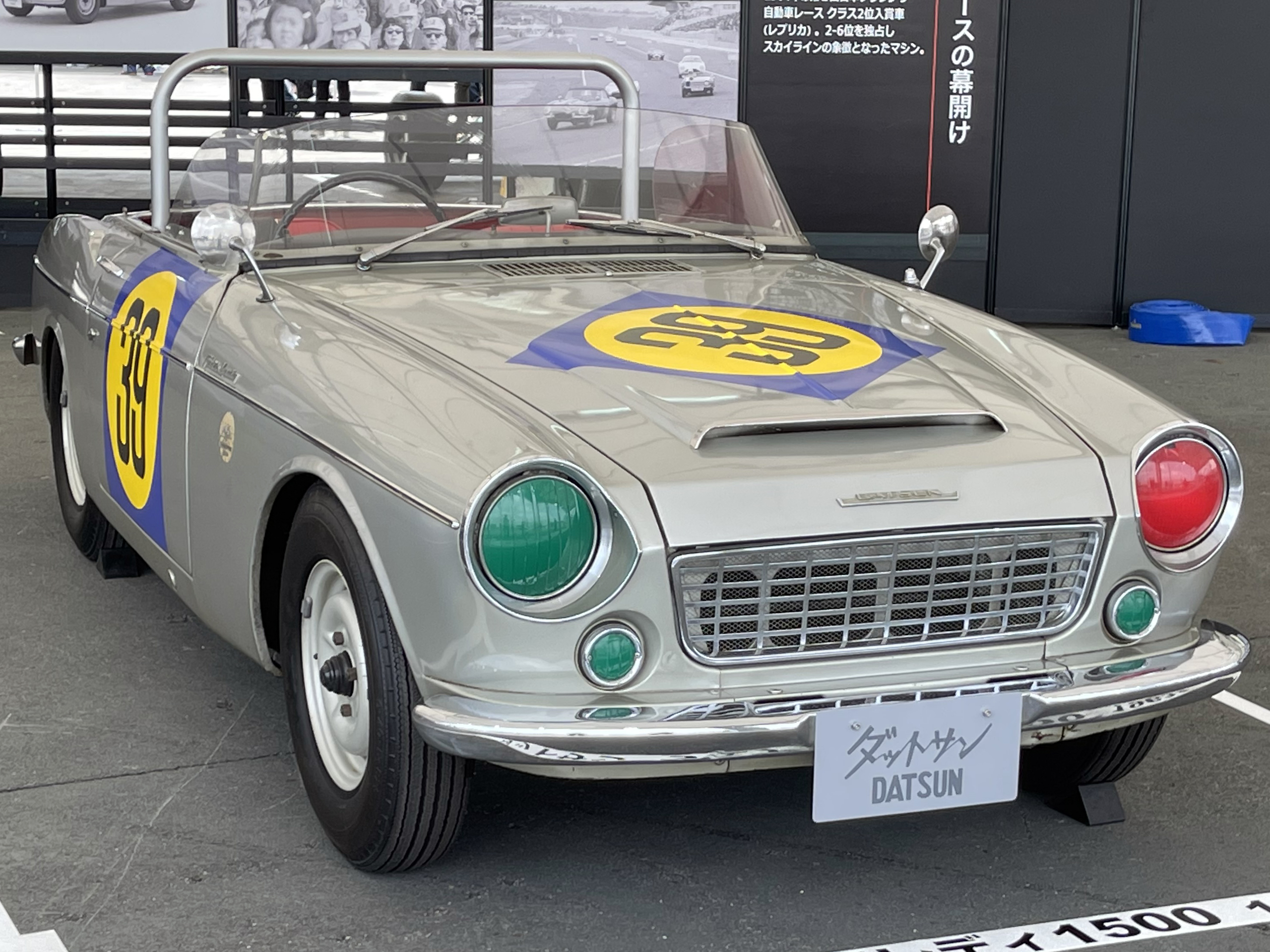
第1回日本グランプリ優勝車。ベースになったのはフェアレディ1500の輸出仕様で、後に日本でも販売されるきっかけになった。さらに、今日まで続くフェアレディおよびフェアレディZのスポーツカーとしてのイメージを確立させた。

- 4月 - SCCA主催のレディースレースにて総合優勝[26]。

1963年
- 5月 - 「第1回日本グランプリ」国内スポーツカーB2クラス（1,300〜2,500cc）にて輸出仕様キャブレターを搭載するフェアレディ1500（田原源一郎がドライブ）が優勝を飾る[26]。

1964年
- 5月 - 「第2回日本グランプリ」GT-IIクラスにて優勝[26]。
- 6月 - 第1回全日本ヒルクライムにてGT-IIクラス優勝[26]。

1965年
- 2月 - クラブマン谷田部ハイスピードジムカーナのGT-Bクラスでフェアレディ1500が2位入賞、総合3位を獲得[26]。
- 7月 - 全日本自動車クラブ選手権レース・GT-IIクラスで3位入賞[26]。
- 8月 - カナダ西海岸のウエストウッド・レース・トラックで開催されたバーダル・トロフィー・レースでドン・ラモンがポルシェ、ロータス・セブン、トライアンフ・TR-2などの欧州車を相手に、Gクラスで優勝[33]。

1966年
- 3月 - 「第4回クラブマンレース」（日本グランプリの前哨戦的レース）に、特別製のB680X型エンジン（直列6気筒DOHC1,992cc、190馬力/7,600rpm）を搭載するフェアレディS（プロトタイプマシンの扱い）が参戦（ドライバーは田中健二郎）し、ポールポジションを獲得したがリタイア（優勝は同じく初参戦のトヨタ・RTX＝後の1600GTのプロトタイプ）。またGT IIクラスでは、フェアレディ1600が優勝を飾る。
- 5月 - 第3回日本グランプリ予選（雨）で、フェアレディS（ドライバーは北野元）は プリンス・R380やポルシェ・カレラ6等の本格レーシングカーに対し、2位に14秒73の大差を付けポールポジションを獲得したが決勝はリタイア。一方でシエル4000ラリーでは総合14位、クラス別（1,000cc～1,600cc）5位入賞となった[34]。
- 11月 - 「第2回富士ツーリスト・トロフィー・レース」GT-I〜Vクラスにて「フェアレディ1600」が総合6位、クラス優勝を飾る。

1967年
- 5月 - 「第4回日本グランプリ」GTクラスにてフェアレディ2000が1-2-3フィニッシュを飾る[28]。
- 9月 - オーストラリア・ブリズベン郊外にて行われた「ロスマン12時間レース」でフェアレディ1600（ロクスブルグ、ホワイトフォード組）が2,000cc以下のクラスで優勝し、総合4位を勝ち取る[35]。

1968年
- 1月 - 第37回モンテカルロ・ラリーに、カーナンバー66（ハンヌ・ミッコラ / アンシー・ヤルヴィ組）と、同じく70（ヨルマ・ルセニュウス / ウルポ・ビヘルバーラ組）の2台の「ローウインドスクリーン」タイプのワークスSRL311で初出場。カーバッジはDATSUN 2000。FR車は圧倒的に不利と言われるモンテカルロで、最終戦まで進んだカーナンバー66のミッコラ/ヤルヴィ組が総合9位、グループ3クラス3位を獲得する[36]。
- 4月 - オランダを中心に行われたチューリップ・ラリーでフェアレディ2000が総合3位、5位、クラス別（1,600cc～2,000cc）で優勝、2位を獲得した[37]。
- 5月 - 「'68日本グランプリ」GTクラスにて「フェアレディ2000」が1-2-3フィニッシュを飾る。
- 8月 - 「第3回富士ツーリスト・トロフィー・レース」GTS-IIクラスにて「フェアレディ2000」が優勝を飾る。

1969年
- 1月 - 第38回モンテカルロ・ラリーに出場。カーナンバー79（Raimo Kossila / Pertti Mannonen組）と、同44（Risto Virtapuro / Charles Lindholm組）の2台の「ハイウインドスクリーン」タイプのSRL311でエントリー。
- 5月 - 第21回チューリップ・ラリーでフェアレディ2000がGTクラス5位入賞[38]。
- 10月 - 「'69日本グランプリ」GTSクラスにて「フェアレディ2000」が優勝を飾る[39]。R382が優勝したGPクラスにも参戦しているが、こちらは11位となっている。

### SCCAナショナルレース

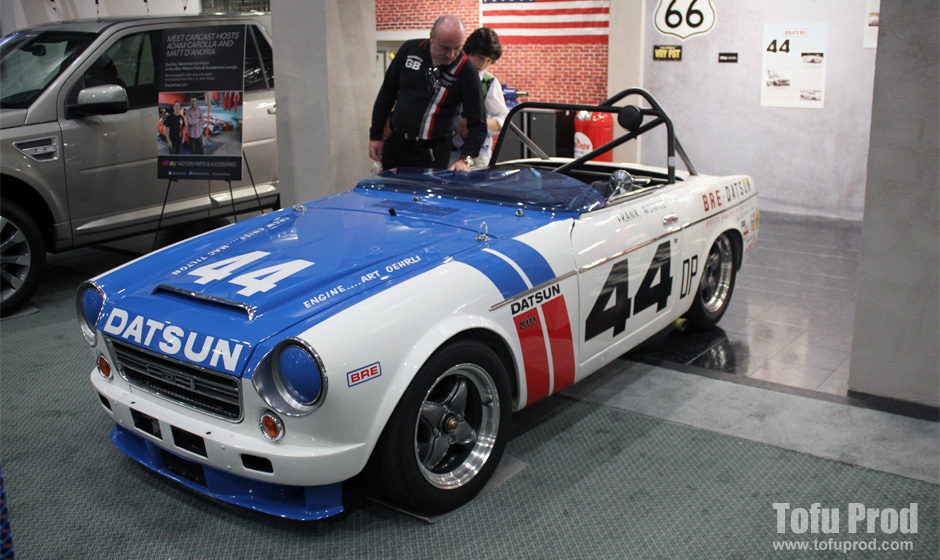
SCCAナショナルレース出場車。画像はBREペイントの44号車。

日本では初開催から短くとも第6回大会まで、日本グランプリの常連として回ごとに上位にランクインしていた。その性能は海外のスポーツカー相手でも通用するほどで、アメリカでは特にSCCAナショナルレースへの参加は非常に盛んであった。
1965年
- 9月 - メリーランド州で開催されたノース・イースタン・ディビジョン・レースにおいて、ボブ・シャープが優勝しナショナルチャンピオンとなった[40]。
- 11月 - フロリダ州のデイトナ・インターナショナル・スピードウェイで開催されたアメリカン・ロードレース・オブ・チャンピオンに計4台のフェアレディ1500が出場し、ボブ・シャープがGクラスで3位入賞[41]。1位のMG・ミジェットとのラップタイム差は0.8～1秒と、欧州製のスポーツカーに匹敵する性能を発揮した。

1966年
- 4月 - SCCAナショナルレースにてFクラスでフェアレディ1500が、Gクラスでフェアレディ1600がそれぞれ優勝し、総合3位の戦績を残した[26]。
- 7月 - オハイオ州マンスフィールドでボブ・シャープがFクラスで優勝。総合得点でGクラス1位、Fクラス2位に進出した[42]。

1967年
- 11月 - 全米選手権レースにフェアレディ6台が出場し、Fクラスでボブ・シャープが優勝、ダン・パーキンソンが3位入賞となり、全米選手権（Eクラス）を獲得[43]。

1968年
- 11月 - 全米選手権レースでフェアレディ1600がFクラスで2位、4位、フェアレディ2000がCクラスで6位、フェアレディ1500が7位を獲得[44]。

1969年
- 2月 - ネバダ州ラスベガスのスターダスト・インターナショナル・レースウェイで開催された南太平洋ディビジョン第1戦のDクラスで、「フェアレディ2000」が1位～5位を独占[45]。
- 3月 - サンフランシスコにあるシアーズポイントレースウェイで開催された北太平洋ディビジョン第1戦で、「フェアレディ2000」が1位～4位を独占[46]。
- 4月 - サンディエゴで開催されたホルトビール・レースのDクラスで「フェアレディ2000」が1-2フィニッシュ[47]。続くアーカンソー州での中西部ディビジョン第1戦で総合優勝およびCクラス1位、Dクラス1位～3位独占と好成績を残した[48]。
- 5月 - アリゾナ州のフェニックス・ナショナル・レースウェイで行われた南太平洋ディビジョン第4戦のDクラスで、「フェアレディ2000」が1-2-3位を独占[49]。
- 11月 - 全米選手権レースで、フェアレディ2000がDクラスで優勝、2位、4位となり、全米選手権を獲得。Cクラスでは7～11位を占め、Fクラスではフェアレディ1600が5位、6位、9位入賞[50]。